# Harrison Otálvaro
Harrison Otálvaro (Cali, Valle del Cauca, Colombia, 28 de febrero de 1986) es un exfutbolista colombiano. Jugaba de centrocampista ofensivo. Actualmente dirige al equipo sub-15 del  América de Cali.

## Trayectoria

### América
Debutó en el año 2003 con el América, con 17 años de edad y jugando como armador del equipo. Su buen nivel lo llevó a la Selección de Colombia en sus categorías menores, donde compartió con jugadores como 'Alpinito' Carrillo, Libis Arenas, Carlos Hidalgo 'el caballero del gol, Adrian Ramos, Cristian Zapata Falcao entre otros.

### Dinamo de Kiev
En el 2006 formó parte del Dínamo Kiev de Ucrania, equipo con el que alcanzó a jugar unos minutos en la Liga de Campeones de la UEFA.

### América
En el 2007 regresó al América de Cali, debido a que no se llegó a ningún acuerdo entre el cuadro rojo de Cali y el club ucraniano, lo que se sumó al descontento de Otálvaro por el impago de sus salarios. Se caracteriza por ser un jugador hábil con la pelota, pasador y de gran remate de larga distancia. Es considerado por el técnico de la Selección Colombia de Fútbol Eduardo Lara, como uno de los jugadores con más proyección en el país.[cita requerida]
En junio de 2009 sale del América de Cali luego que finalizara su contrato, por lo que él posee sus derechos deportivos.

### Cúcuta Deportivo
El 25 de ese mismo mes es confirmado como nuevo refuerzo del Cúcuta Deportivo.

### Huracán
Un año más tarde regresa al fútbol internacional, para vincularse con el Club Atlético Huracán de la Primera División de Argentina.

### León de Huánuco
En enero de 2011, se convierte en refuerzo del León de Huánuco de la Primera División de Perú ayudando a los huanuqueños para clasificar a la Copa Sudamericana 2012. Llegó para hacer olvidar a Gustavo Rodas quien fue la figura en el elenco huanuqueño. El bambino ese año jugó 24 partidos siendo uno de los mejores del equipo.

### Millonarios
Para el primer semestre de 2012 es contratado por el Millonarios de Bogotá, participando como suplente en el torneo local, sin tener continuidad en el equipo entonces dirigido por el venezolano Richard Páez. El equipo no clasifica a los cuadrangulares finales luego de haberlo hecho hasta las semifinales en los dos torneos de 2011. 
Para el segundo semestre y con la llegada de Hernán Torres Oliveros como DT del equipo embajador, Otálvaro se consolidó en la titular y pasó a ser parte fundamental del esquema del equipo que llegó a semifinales en la Copa Sudamericana y logró la estrella 14 para Millonarios de la Categoría Primera A del fútbol colombiano, marcando un gol inolvidable al Deportes Tolima en Ibagué, plaza donde el cuadro azul no había ganado en 15 años, en el último minuto, eliminando a los pijaos y ubicando al club Bogotano en los más alto del cuadrangular final que a la postre dio la clasificación para la final ante Independiente Medellín. En la serie final que se definió por penales Otálvaro anotó uno de los 5 penales marcados.

### Atlético Nacional
El 25 de junio de 2014, llegó a un acuerdo con Atlético Nacional para ir a préstamo por un año con opción de compra, y así en las mismas condiciones el delantero Fernando Uribe se convirtió en nuevo futbolista de Millonarios.

### Millonarios
Para julio del 2015 vuelve a Millonarios luego de terminar un año de cesión.

 Su primer partido desde su llegada sería el 4 de octubre en la derrota 1-0 como visitantes frente a Alianza Petrolera en el Finalización 2015.

 El siguiente partido comenzaría como titular, siendo el primer partido titular desde su vuelta, marcando su primer gol de la temporada saliendo como figura del partido y dándole la victoria a los embajadores por la mínima contra el Deportes Tolima.
Se iría del club embajador en el Finalización 2015 con 4 partidos jugados y un gol convertido.

### Deportes Tolima
Para el año 2016, se convierte en nuevo jugador del  Deportes Tolima. Se marcha en calidad de libre luego de terminar su contrato con los Millos. Su primer gol lo marca el 24 de febrero en la victoria 2 a 1 como locales sobre el Boyacá Chico. Volvería a marcar el 28 de febrero en la visita a su exequipo Millonarios FC donde caerían 2 a 1 haciendo efectiva la ley del ex. Tuvo una participación sin gloria con Deportes Tolima si destacarse en aquella temporada.

### Al Shamal SC
El 24 de agosto de 2016 se confirma como nuevo jugador del Al Shamal SC de la Segunda División de Catar. Su primer gol lo anotaría el 6 de noviembre dándole la victoria a su club por la mínima diferencia en su visita al Al Wakrah. El 31 de diciembre de 2016 daría por terminado su contrato y estaría como  agente libre hasta junio de 2019.

### Once Caldas
Se vinculó con el "Albo" recién empezado el Torneo Apertura 2021 (Colombia). Debutó con el Once Caldas el 1 de febrero cuando su equipo cayó 4-3 con Millonarios en la fecha 3. 
Sus primeros goles se remontan hasta el 31 de marzo cuando marcó 2 tantos en el empate 2-2 visitando a Águilas Doradas en el Estadio Alberto Grisales de Rionegro.

## Selección nacional
Con la Selección Colombia hizo parte del equipo que logró el tercer lugar en la Copa Mundial de Fútbol Juvenil de 2003 disputada en los Emiratos Árabes Unidos. También alcanzó el cuarto lugar de la Copa Mundial de Fútbol Sub-17 de 2003, ganó el Campeonato Sudamericano Sub-20 en 2005 y jugó la Copa Mundial de Fútbol Sub-20 de ese mismo año; torneo en el cual Colombia fue eliminado en octavos de final, a manos de la Selección de fútbol de Argentina, que a la postre sería la campeona. En ese mismo partido el centrocampista marcó un gol, el único suyo en aquella Copa del Mundo.

### Participaciones en Copas del Mundo
| Mundial                     | Sede         | Resultado        | Partidos | Goles |
| --------------------------- | ------------ | ---------------- | -------- | ----- |
| Copa Mundial Sub-17 de 2003 | Finlandia    | Cuarto lugar     | 6        | 2     |
| Copa Mundial Sub-20 de 2003 | EAU          | Tercer lugar     | 1        | 0     |
| Copa Mundial Sub-20 de 2005 | Países Bajos | Octavos de final | 4        | 1     |

## Estadísticas
| Club                         | Temporada           | Liga  | Liga  | Copa Nacional | Copa Nacional | Copa Internacional | Copa Internacional | Total | Total |
| Club                         | Temporada           | Part. | Goles | Part.         | Goles         | Part.              | Goles              | Part. | Goles |
| ---------------------------- | ------------------- | ----- | ----- | ------------- | ------------- | ------------------ | ------------------ | ----- | ----- |
| América de Cali · Colombia   | 2003-06             | 34    | 4     | —             | —             | 1                  | 0                  | 35    | 4     |
| Dínamo de Kiev · Ucrania     | 2006-II             | 0     | 0     | —             | —             | 1                  | 0                  | 1     | 0     |
| Dínamo de Kiev · Ucrania     | Total club          | 0     | 0     | 0             | 0             | 1                  | 0                  | 1     | 0     |
| América de Cali · Colombia   | 2007-09             | 65    | 5     | —             | —             | 10                 | 1                  | 85    | 6     |
| América de Cali · Colombia   | Total club          | 99    | 9     | 0             | 0             | 11                 | 1                  | 110   | 10    |
| Cúcuta Deportivo · Colombia  | F-2009              | 16    | 1     | 2             | 1             | —                  | —                  | 18    | 2     |
| Cúcuta Deportivo · Colombia  | Total club          | 16    | 1     | 2             | 1             | 0                  | 0                  | 18    | 2     |
| Huracán Argentina            | 2010                | 4     | 0     | —             | —             | —                  | —                  | 4     | 0     |
| Huracán Argentina            | Total club          | 4     | 0     | 0             | 0             | 0                  | 0                  | 4     | 0     |
| León de Huánuco · Perú       | 2011                | 24    | 0     | 1             | 0             | 6                  | 0                  | 31    | 0     |
| León de Huánuco · Perú       | Total club          | 24    | 0     | 1             | 0             | 6                  | 0                  | 31    | 0     |
| Millonarios · Colombia       | 2012                | 23    | 1     | 6             | 0             | 9                  | 1                  | 38    | 2     |
| Millonarios · Colombia       | 2013                | 44    | 4     | 9             | 1             | 5                  | 0                  | 58    | 5     |
| Millonarios · Colombia       | A-2014              | 17    | 2     | —             | —             | —                  | —                  | 17    | 2     |
| Atlético Nacional · Colombia | F-2014              | 9     | 0     | 7             | 2             | 1                  | 0                  | 17    | 2     |
| Atlético Nacional · Colombia | A-2015              | 9     | 0     | 2             | 0             | 2                  | 0                  | 13    | 0     |
| Atlético Nacional · Colombia | Total club          | 18    | 0     | 9             | 2             | 3                  | 0                  | 30    | 2     |
| Millonarios · Colombia       | F-2015              | 4     | 1     | —             | —             | —                  | —                  | 4     | 1     |
| Millonarios · Colombia       | Total club          | 88    | 8     | 15            | 1             | 14                 | 1                  | 117   | 10    |
| Deportes Tolima · Colombia   | A-2016              | 11    | 2     | 3             | 0             | —                  | —                  | 14    | 2     |
| Deportes Tolima · Colombia   | Total club          | 11    | 2     | 3             | 0             | 0                  | 0                  | 14    | 2     |
| Al-Shamal Catar              | 2016                | 3     | 1     | —             | —             | —                  | —                  | 3     | 1     |
| Al-Shamal Catar              | Total club          | 3     | 1     | 0             | 0             | 0                  | 0                  | 3     | 1     |
| Real Cartagena · Colombia    | F-2019              | 16    | 0     | —             | —             | —                  | —                  | 16    | 0     |
| Real Cartagena · Colombia    | Total club          | 16    | 0     | 0             | 0             | 0                  | 0                  | 16    | 0     |
| Atlético Huila · Colombia    | 2020                | 17    | 2     | 2             | 0             | —                  | —                  | 19    | 2     |
| Atlético Huila · Colombia    | Total club          | 17    | 2     | 2             | 0             | 0                  | 0                  | 19    | 2     |
| Once Caldas · Colombia       | 2021                | 27    | 4     | 1             | 1             | —                  | —                  | 28    | 5     |
| Once Caldas · Colombia       | Total club          | 27    | 4     | 1             | 1             | 0                  | 0                  | 28    | 5     |
| Total en su carrera          | Total en su carrera | 325   | 27    | 32            | 5             | 35                 | 2                  | 390   | 34    |

### Selección de Colombia
| Sub-17 · Colombia                                     | 2003                       | — | — | — | — | 6  | 2 | 6  | 2 |
| Sub-20 · Colombia                                     | 2003                       | — | — | — | — | 1  | 0 | 1  | 0 |
| Sub-20 · Colombia                                     | 2005                       | — | — | — | — | 4  | 1 | 4  | 1 |
| Sub-20 · Colombia                                     | Total                      | 0 | 0 | 0 | 0 | 11 | 3 | 11 | 3 |
| Total Selecciones Colombia                            | Total Selecciones Colombia | 0 | 0 | 0 | 0 | 11 | 3 | 11 | 3 |
| (1) Incluye los partidos de: Campeonato sudamericano. |                            |   |   |   |   |    |   |    |   |

## Palmarés

### Títulos nacionales
| Título              | Equipo          | País     | Año  |
| ------------------- | --------------- | -------- | ---- |
| Torneo Finalización | América de Cali | Colombia | 2008 |
| Torneo Finalización | Millonarios     | Colombia | 2012 |
| Primera B           | Atlético Huila  | Colombia | 2020 |

### Títulos internacionales
| Título                               | Equipo (*)      | País     | Año  |
| ------------------------------------ | --------------- | -------- | ---- |
| Campeonato Sudamericano Sub-20       | Colombia Sub-20 | Colombia | 2005 |
| Juegos Centroamericanos y del Caribe | Colombia Sub-21 | Colombia | 2006 |

(*) Incluyendo la Selección